# Elisabeth Lundqvist
Elisabeth Lundqvist, grafiker, född 1945. Utbildad på Konstfack och Kungliga Konstakademien i Stockholm. 
Lundqvist är verksam inom grafik, mestadels etsningar, torrnålar och träsnitt. Hennes bildvärld rör sig mot det föreställande inom natur- och djurvärlden. Hon är representerad både offentligt och privat, på museer, skolor och inom landstinget så som till exempel Astrid Lindgrens Barnsjukhus och Kalmar konstmuseum. Elisabeth Lundqvist är dotter till vissångaren Margareta Kjellberg och Kommendörkaptenen Carl Lundqvist. Elisabeth Lundqvist har sonen konstnären Albin Axén född 1972 med konstnären Jim Axén. 